# Bolesławiec
Bolesławiec [bɔlɛˈswavʲɛʦ] (tyska: Bunzlau) är en stad i sydvästra Polen och huvudort i distriktet Powiat bolesławiecki i Nedre Schlesiens vojvodskap. Staden är belägen i vojvodskapets västra del, vid floden Bóbr. 
Bolesławiecs stad är medlem av det tysk-polsk-tjeckiska regionala samarbetsorganet Euroregion Neisse.

## Historia
Orten omnämns första gången 1201, under namnet Bolezlauez. Efter den mongoliska invasionen av Schlesien 1241 kom staden att nyanläggas på denna plats av tyska bosättare och gavs stadsrättigheter, under det tyska namnet Bunzlau. År 1346 blev staden del av Kungariket Böhmen. 1413 stormades staden av husiterna. En ny stadsmur började uppföras 1479. Stadens krukmakarskrå omnämns första gången 1511, och Bunzlaukeramik är fortfarande i modern tid ett etablerat varumärke. År 1522 infördes reformationen i staden, vars invånare till övervägande del blev protestanter. 1565 blev staden den första tyska staden med omfattande avloppssystem. I slutfasen av trettioåriga kriget ödelades staden av en svensk armé under Lennart Torstensson.
År 1742 blev staden tillsammans med Schlesien del av kungariket Preussen. 1813 hade Napoleon sitt fältläger i staden och i närheten av staden led fransmännen ett nederlag 30 augusti 1813. Från 1815 var staden kretsstad inom regeringsområdet Liegnitz i provinsen Schlesien, från 1871 även som del av Tyskland. 1819 restes en gjutjärnsobelisk över den i Bunzlau 28 april 1813 avlidne ryske generalfältmarskalken Kutusov. Under åren 1844-1846 uppfördes den 450 meter långa järnvägsviadukten över Bóbr, som del av järnvägen Berlin–Wrocław–Wien. 1897 grundades Königliche Keramische Fachschule. 1900 hade staden 14 590 invånare. 
Staden erövrades av Röda armén 11 februari 1945, och i samband med striderna förstördes 60 procent av stadens bebyggelse.
Genom Potsdamöverenskommelsen vid slutet av andra världskriget 1945 hamnade orten på den östra sidan av Oder-Neisse-linjen och tillföll Polen. Staden är sedan dess känd under sitt officiella polska namn Bolesławiec. Under 1950-talet återuppfördes stadskärnan i modernare stil. Under senare år har omfattande åtgärder för att återställa den historiska stadskärnan genomförts. Sedan 1999 är staden huvudort i det då återinrättade distriktet Powiat bolesławiecki.

## Kultur och sevärdheter
- Stadens stora torg är över 9000 m² stort och bebyggdes till största delen efter trettioåriga kriget i barockstil, men de äldsta byggnaderna är från sen medeltid. Bebyggelsen har till stora delar rekonstruerats efter andra världskriget.
- Rådhuset, med de äldsta byggnadsdelarna från 1400-talet, fick sitt nuvarande huvudsakliga utseende vid en ombyggnad 1776.
- Marie himmelsfärdskyrkan omnämns första gången under 1200-talet och har förstörts och återuppbyggts flera gånger under sin historia. Det nuvarande utseendet fick kyrkan vid en ombyggnad 1928, då den nuvarande tornspiran tillkom. Kyrkan gavs status som Basilica Minor 2012.
- Kutusovmonumentet
- Stadsteatern
- Keramikmuseeet

## Kända invånare
- Carl Ferdinand Appun (1820-1872), naturforskare.
- Bogusław Bidziński (född 1973), operasångare.
- Piotr Borys (född 1973), politiker för Medborgarplattformen, europaparlamentariker.
- Dieter Hildebrandt (1927-2013), skådespelare och författare.
- Hans-Joachim Hoffmann (1929-1994), kommunistisk politiker, Östtysklands kulturminister 1973-1989.
- Łukasz Kubot (född 1982), tennisspelare.
- Emanuel Mendel (1839-1907), neurolog, psykiater och politiker.
- Martin Opitz (1597-1639), barockpoet.
- Monika Sozanska (född 1983), fäktare.